# Alfred Bovis
Pour les articles homonymes, voir Bovis.
 (juin 2025).
Si vous disposez d'ouvrages ou d'articles de référence ou si vous connaissez des sites web de qualité traitant du thème abordé ici, merci de compléter l'article en donnant les références utiles à sa vérifiabilité et en les liant à la section « Notes et références ».
Justin Antoine Alfred Bovis né le 12 janvier 1871 à Nice et mort le 13 novembre 1947, est un radiesthésiste français connu pour avoir laissé son nom à une « unité de mesure de fréquence de vibration » des plantes, des animaux, des emplacements et des structures.

## Biographie
Il appartient à la fratrie de huit enfants de la famille de Jacques Boviz (1822-1910) et de Joséphine Philomène Soterique Passeron (1847-1940). Il a lui-même eu une fille issue de son premier de deux mariages.
Commerçant itinérant en quincaillerie, Bovis développe une passion pour la radiesthésie. De ses propres observation des Pyramides d'Égypte, il tire la conclusion que celles-ci ont la propriété de préserver la matière vivante grâce à leur orientation spécifique. Il entreprend alors des recherches visant à mesurer la fréquence de vibration des objets qui le conduisent dans les années 1930, à définir la « valeur de Bovis » et l'« échelle bovis » (de 0 à 10 000) et donne naissance aux théories pseudoscientifiques de la pyramidologie et d'autres pouvoirs de guérison.